# Pseudophisma
Pseudophisma is een geslacht van vlinders van de familie spinneruilen (Erebidae), uit de onderfamilie Calpinae.

## Soorten
- P. aeolida Druce, 1890
- P. delunaris Druce
- P. diatonica Möschler, 1880
- P. pritanis Cramer, 1779
- P. sinuata Schaus, 1901